# Leigh (Dorset)
Pour les articles homonymes, voir Leigh.
Leigh est une paroisse civile et un village du Dorset, en Angleterre.